# Husův sbor (Heřmanův Městec)
Husův sbor v Heřmanově Městci je sbor (kostel) Církve československé husitské (CČSH). Byl zbudován v letech 1927–1929.

## Popis
Heřmanovoměstecký Husův sbor byl postaven v letech 1927–1929 podle návrhu architekta Františka Potůčka. Nachází se na nároží ulic Barákovy a Zahradní, naproti římskokatolickému kostelu Zvěstování Panny Marie. Má přibližně obdélníkový půdorys o rozměrech 30 × 15 metrů a jeho dominantou je přes 20 metrů vysoká věž zakončená kalichem.
Sbor je vystavěn v neoklasicistním slohu ve stylu klasicizujícího purismu a díky své výrazné urbanistické poloze a dochované výrazné hmotové siluetě, vnitřní dispozici a autentické části dobových detailů je hodnotným příkladem meziválečné moderní české architektury puristicko-konstruktivistického směru.
Od 26. května 2006 požívá stavba památkové ochrany. Kostel je dodnes (2024) využíván k pravidelným bohoslužbám tamější náboženské obce CČSH.